# Mittelatlantikstaaten

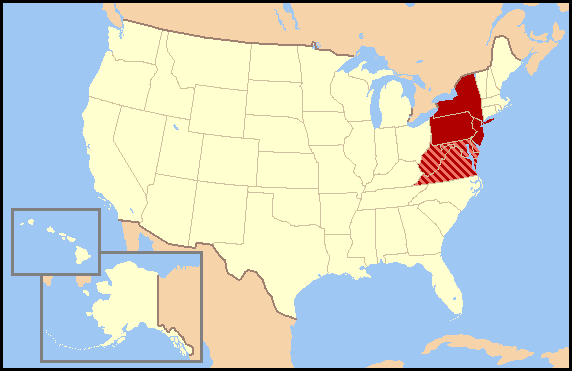
Die Regionenbezeichnung „Mittelatlantikstaaten“ wird nicht einheitlich verwendet. Delaware, Maryland, Washington D. C., Virginia und West Virginia werden häufig auch den Südatlantikstaaten bzw. den Südstaaten zugerechnet. Der nicht schraffierte Bereich zeigt die Definition des United States Census Bureau

Als Mittelatlantikstaaten (engl.: Mid-Atlantic States) wird eine Gruppe von Bundesstaaten im Nordosten der Vereinigten Staaten bezeichnet. Dazu zählen insbesondere New York, New Jersey und Pennsylvania. Viele Definitionen des Begriffs, etwa die des United States Census Bureau, beschränken sich auf diese drei Staaten; andere schließen auch Delaware, Maryland, Washington, D.C., Virginia und West Virginia ein.

## Geschichte
Bereits seit der frühen Kolonialzeit wurde die Mittelatlantik-Region von einer größeren Bandbreite europäischer Ethnien bevölkert als etwa Neuengland oder die Südstaaten. Rund um den Hudson River errichteten die Niederländer im 17. Jahrhundert ihre Kolonie Nieuw Nederland, und am Delaware River gründeten die Schweden 1638 eine Kolonie Nya Sverige. In den benachbarten britischen Gebieten nahmen häufig religiöse Minderheiten Zuflucht: in Maryland britische Katholiken, in Pennsylvania die Quäker und die Pennsylvania Dutch sprechenden Mennoniten und Amische. Auch als die Region sich von 1667 an vollständig in britischer Hand befand, blieb sie ein Anziehungspunkt für Siedler aus den unterschiedlichsten Herkunftsländern.
Die meisten frühen Siedler waren Bauern, Kaufleute und Fischer. Aufgrund ihrer Lage besaß die Region, die in der Kolonialzeit als the Middle Colonies bezeichnet wurde, die Funktion einer strategischen Brücke zwischen Nord und Süd. Philadelphia war 1774 Sitz des Kontinentalkongresses, der Delegiertenversammlung, die den Amerikanischen Unabhängigkeitskrieg vorbereitete. 1776 wurde in Philadelphia auch die Unabhängigkeitserklärung und 1787 die Verfassung der Vereinigten Staaten 
erarbeitet.
Nach der Gründung der Vereinigten Staaten zogen die Mittelatlantikstaaten, in denen nun eine bedeutende Schwerindustrie entstand, eine große Zahl europäischer Migranten an. An den Küsten und entlang der Schifffahrtswege wuchsen Städte wie New York City, Philadelphia und Baltimore zu großen Metropolen heran.

## Benachbarte Regionen
Im Westen grenzen die Mittelatlantikstaaten an den Mittleren Westen; im Süden liegen die Südstaaten und im Nordosten Neuengland. Ihre natürliche östliche Grenze markiert schließlich der Atlantische Ozean.